# EcoDolomites GT
L'EcoDolomites GT è una competizione automobilistica con base a Fiera di Primiero, riservata a veicoli alimentati tramite fonti di energia alternativa e inserita dal 2020 nel programma della FIA ecoRally Cup.

## Albo d'oro
| Edizione | 1º posto                                              | 2º posto                                             | 3º posto                                                        |                               |
| -------- | ----------------------------------------------------- | ---------------------------------------------------- | --------------------------------------------------------------- | ----------------------------- |
| 2020     | Gara annullata causa Covid-19                         | Gara annullata causa Covid-19                        | Gara annullata causa Covid-19                                   | Gara annullata causa Covid-19 |
| 2021     | Didier Malga (pilota) Anne-Valérie Bonnel (co-pilota) | Kalin Dedikov (pilota) Petr Beneš (co-pilota)        | Guido Guerrini (pilota) Artur Prusak (co-pilota)                |                               |
| 2021     | Kia eNiro                                             | Hyundai Kona                                         | Volkswagen ID.3                                                 |                               |
| 2022     | Guido Guerrini (pilota) Artur Prusak (co-pilota)      | Michal Žďárský (pilota) Jakub Nábělek (co-pilota)    | Franko Špacapan (pilota) Sebastjan Kobal (co-pilota)            |                               |
| 2022     | Kia eNiro                                             | Hyundai Kona                                         | Kia eNiro                                                       |                               |
| 2023     | Guido Guerrini (pilota) Artur Prusak (co-pilota)      | Michal Žďárský (pilota) Jakub Nábělek (co-pilota)    | Eneko Conde Pujana (pilota) Lukas Sergnese Bermúdez (co-pilota) |                               |
| 2023     | Kia eNiro                                             | Hyundai Kona                                         | Kia eNiro                                                       |                               |
| 2024     | Guido Guerrini (pilota) Artur Prusak (co-pilota)      | Franko Špacapan (pilota) Sebastjan Kobal (co-pilota) | Michal Žďárský (pilota) Jakub Nábělek (co-pilota)               |                               |
| 2024     | Kia eNiro                                             | Hyundai Kona                                         | Hyundai Kona                                                    |                               |